# Trichothyse poonaensis
Espèce
Synonymes
- Phaeocedus poonaensis Tikader, 1982
- Poecilochroa taborensis Levy, 1999
- Macarophaeus sabulum Wunderlich, 2011

Trichothyse poonaensis est une espèce d'araignées aranéomorphes de la famille des Gnaphosidae.

## Distribution
Cette espèce se rencontre en Inde, en Israël, à Chypre, en Grèce, en Espagne et au Portugal.

## Description
La femelle holotype mesure 7,50 mm.

## Systématique et taxinomie
Cette espèce a été décrite sous le protonyme Phaeocedus poonaensis par Tikader en 1982. Elle est placée dans le genre Poecilochroa par Sankaran, Caleb et Sebastian en 2021, puis dans le genre Trichothyse par Sankaran, Haddad et Tripathi en 2025.
Macarophaeus sabulum a été placée en synonymie par Lissner et Chatzaki en 2016.
Poecilochroa taborensis a été placé en synonymie par Sankaran, Caleb et Sebastian en 2021,.

## Étymologie
Son nom d'espèce, composé de poona et du suffixe latin -ensis, « qui vit dans, qui habite », lui a été donné en référence au lieu de sa découverte, Poona.

## Publication originale
- Tikader, 1982 : « Part 2. Family Gnaphosidae. » The fauna of India. Spiders: Araneae. Vol. II, Zoological Survey of India, Calcutta, p. 295-536.